# Дезодорація
Дезодорація (рос.дезодорация; англ. deodorization; нім. Desodorieren n) — звільнення від неприємного запаху шляхом нейтралізації його певними хімічними речовинами або іншим шляхом.

## Дезодорація води
Дезодорацію води здійснюють активованим вугіллям, озоном, двоокисом хлору або перманганатом калію.